# Bladneusvleermuizen van de Nieuwe Wereld
Bladneusvleermuizen van de Nieuwe Wereld (Phyllostomidae) zijn een familie van de vleermuizen uit Amerika. Ze hebben een bladvormig neusblad. Er zijn ongeveer 230 soorten, onderverdeeld in 61 geslachten.

## Indeling
De familie omvat de volgende geslachten:
- Vampyravus†
- Onderfamilie Glyphonycterinae
  - Glyphonycteris
  - Neonycteris
  - Trinycteris
- Onderfamilie Macrotinae
  - Macrotus
- Onderfamilie Micronycterinae
  - Lampronycteris
  - Micronycteris
- Onderfamilie Phyllostominae
  - Tribus Vampyrini
    - Chrotopterus
    - Mimon
    - Vampyrum

  - Tribus Macrophyllini
    - Macrophyllum
    - Trachops

  - Tribus Phyllostomini
    - Gardnerycteris
    - Lophostoma
    - Phylloderma
    - Phyllostomus
    - Tonatia
- Onderfamilie Lonchorhininae
  - Lonchorhina
- Onderfamilie Lonchophyllinae
  - Tribus Lonchophyllini
    - Lionycteris
    - Lonchophylla
    - Platalina
    - Xeronycteris

  - Tribus Hsunycterini
    - Hsunycteris
- Onderfamilie Glossophaginae
  - Tribus Brachyphyllini
    - Brachyphylla
    - Erophylla
    - Phyllonycteris

  - Tribus Choeronycterini
    - Anoura
    - Choeroniscus
    - Choeronycteris
    - Dryadonycteris
    - Hylonycteris
    - Lichonycteris
    - Musonycteris
    - Scleronycteris

  - Tribus Glossophagini
    - Glossophaga
    - Leptonycteris
    - Monophyllus
- Onderfamilie Carolliinae
  - Carollia
- Onderfamilie Rhinophyllinae
  - Rhinophylla
- Onderfamilie Stenodermatinae
  - Tribus Stenodermatini
    - Subtribus Ectophyllina
      - Artibeus
      - Chiroderma
      - Dermanura
      - Ectophylla
      - Enchisthenes
      - Mesophylla
      - Platyrrhinus
      - Uroderma
      - Vampyressa
      - Vampyriscus
      - Vampyrodes

    - Subtribus Stenodermatina
      - Ametrida
      - Ardops
      - Ariteus
      - Centurio
      - Phyllops
      - Pygoderma
      - Sphaeronycteris
      - Stenoderma

  - Tribus Sturnirini
    - Sturnira
- Onderfamilie Desmodontinae (Vampiervleermuizen)
  - Tribus Desmodontini
    - Desmodus
    - Diaemus

  - Tribus Diphyllini
    - Diphylla